# THE RHYME ANIMAL
『THE RHYME ANIMAL』（ザ・ライム・アニマル）は、ZEEBRAの1枚目のアルバム。

## 概要
自身初のソロアルバム。約15年後の2013年10月30日にはこのアルバムの収録曲を中心としたライブ「THE LIVE ANIMAL REWIND」をDUO MUSIC EXCHANGEで開催。このライブにはKEN-BO、MEGA-G、Mummy-D、UZI、Sugar Soulが参加した。

## 収録曲
1. 密林都市人口
作詞：ZEEBRA、作曲：INOVADER
2. ORIGINAL RHYME ANIMAL
作詞：ZEEBRA、作曲：INOVADER
3. I'M STILL NO.1
作詞・作曲：ZEEBRA
4. SMOKIN’AT THE LOBBY(Your Turn)
作詞：ZEEBRA、作曲：INOVADER
5. 未来への鍵 feat. AKEEM DA MANAGOO
作詞：ZEEBRA/AKEEM DA MANAGOO、作曲：ZEEBRA
6. THE UNTOUCHABLE2
作詞：ZEEBRA、作曲：ZEEBRA/INOVADER
7. 東京の中央
作詞：ZEEBRA、作曲：INOVADER/D.RODRIGUES
1stシングルc/w。
8. 真っ昼間
作詞：ZEEBRA、作曲：INOVADER
1stシングル。
9. PARTEECHECKA(ブライト・ライト・ミックス)
作詞：ZEEBRA、作曲：DJ KEN-BO/Maurice White
10. 再起不能 feat. UZI
作詞：ZEEBRA/UZI、作曲：T.A.K THE RHYMEHEAD
11. 視点
作曲：ZEEBRA
12. LOVESQUALL
作詞・作曲：ZEEBRA
13. 永遠の記憶 feat. T.A.K THE RHYMEHEAD
作詞：ZEEBRA、作曲：ZEEBRA/T.A.K THE RHYMEHEAD
14. 平和'98
作詞：ZEEBRA、作曲：INOVADER